# Northview (Michigan)
Northview – jednostka osadnicza w Stanach Zjednoczonych, w stanie Michigan, w hrabstwie Kent.